# Brou
Brou – miejscowość i gmina we Francji, w Regionie Centralnym, w departamencie Eure-et-Loir.
Według danych na rok 1990 gminę zamieszkiwały 3803 osoby, a gęstość zaludnienia wynosiła 192 osoby/km² (wśród 1842 gmin Regionu Centralnego Brou plasuje się na 93. miejscu pod względem liczby ludności, natomiast pod względem powierzchni na miejscu 668.).